# Mạc Tử Hoàng
Mạc Tử Hoàng (鄚子潢, ? – 1780) là Hiệp trấn của Hà Tiên - Mueang Phutthai Mat; một vùng lãnh thổ nay thuộc cực Nam Việt Nam và một phần Campuchia.
Ông là con trai thứ hai của Tổng binh Mạc Thiên Tứ, nhà cai trị trấn Hà Tiên, Việt Nam với người vợ chính là Hiếu Túc phu nhân Nguyễn Thị Thủ. Vì huynh trưởng Mạc Tử Hạo mất sớm nên ông được Mạc thị gia phả gọi là Đích tử, nghiễm nhiên trở thành người kế nhiệm cho chức Tổng trấn Hà Tiên.
Mạc Tử Hoàng giữ chức Hiệp Trấn Hà Tiên, tương đương với ngôi Thế tử. Tháng 10 năm Cảnh Hưng thứ 32 (1771), quân Xiêm ồ ạt tấn công Hà Tiên, Hà Tiên sau đó thất thủ. Mạc Tử Hoàng cùng các em trai là Mạc Tử Thảng và Mạc Tử Dung vừa bảo vệ tàu chiến vừa phải xin tị nạn ở Kiên Giang dưới sự bảo trợ của người Việt. Năm Cảnh Hưng thứ 34 (1773), quân Xiêm và Chúa Nguyễn giảng hoà, vua Xiêm là Taksin rút quân về nước. Thiên Tứ bèn sai con là Hoàng về trấn Hà Tiên để sửa sang.
Mùa xuân năm Cảnh Hưng thứ 36 (1775), chúa Nguyễn Phúc Thuần thất thế và phải rút lui vào Gia Định. Mạc Thiên Tứ đem các con tới hành tại yết bái, phong cho Hoàng làm Chưởng cơ (Ông Chưởng), cho về đạo Trấn Giang đóng giữ. Năm Cảnh Hưng thứ 38 (1777), Mạc Thiên Tứ trốn sang Xiêm, được vua Xiêm cho nương nhờ. Tuy nhiên, tình hình trở nên tệ đi khi Bộ Ông Giao – một ông hoàng Campuchia thân Xiêm, lấy được một lá thư nặc danh được cho là do quân Tây Sơn dựng lên, có ý ngầm xúi Thiên Tứ và Nguyễn Phúc Xuân nổi dậy, đã đem dâng lên vua Xiêm khiến Taskin nổi giận và nhốt cả gia đình Mạc Thiên Tứ vào ngục.
Năm Cảnh Hưng thứ 44 (1780), Mạc Thiên Tứ tự sát. Ngay sau đó, Mạc Tử Hoàng cùng với Nguyễn Phúc Xuân và hơn 50 người tuỳ tùng cũng bị xử tử theo.
Mạc Tử Hoàng có 3 vợ, vợ chánh là Từ Chân Phu Nhân Hứa Thị (? – 1776), sinh ra 5 người con là Mạc Công Vân (chết yểu), Mạc Công Bá, Mạc Công Trụ, Mạc Công Bính (? – 1792) và Mạc Công Thức (chết yểu). Người vợ thứ 2 là Từ Mẫn Nghi Nhân Vương Thị (? – 1820), có một con trai là Mạc Công Bá (khác cách viết chữ Bá với con bà vợ chánh). Vợ thứ 3 là thiếp tên Bùi Thị Nga, không rõ ngày sinh, ngày mất (mất bên Xiêm, không rõ mộ), có hai người con là Mạc Công Du (? – 1833) và Mạc Công Tài (? – 1833). Khi Mạc Thiên Tứ tự sát, chỉ có ba người con trai nhỏ là Mạc Tử Sanh, Mạc Tử Tuấn và Mạc Tử Thiên cùng các cháu nhỏ được tha chết nhưng phải đi đày. Năm 1788, Mạc Công Bính đem hài cốt Mạc Thiên Tích, Mạc Tử Hoàng, Mạc Tử Dung, v.v.. về cải táng nơi khu mộ dòng họ Mạc, trên núi Bình San, Hà Tiên. Từ xưa Hà Tiên đã có tên đường Mạc Tử Hoàng.